# Jagdfliegerführer 2
Jagdfliegerführer 2 war ab dem 21. Dezember 1939 die Bezeichnung einer Dienststellung bzw. einer Kommandobehörde auf Brigadeebene der deutschen Luftwaffe im Zweiten Weltkrieg. Ihre Hauptaufgabe war die Luftkriegsführung und die Luftraumverteidigung gegen die Westalliierten.

## Geschichte
Die Kommandobehörde des Jagdfliegerführers 2 wurde am 21. Dezember 1939 in Dortmund aufgestellt. Sie führte die Jagd- und Zerstörergeschwader im Bereich der Luftflotte 2 und nahm die Luftraumverteidigung in Nordwestdeutschland an der Grenze zu Frankreich wahr. Dabei wurde der Jagdfliegerführer Oberst Kurt-Bertram von Döring mit seinem Verbindungsflugzeug Focke-Wulf Fw 58, von einer Messerschmitt Bf 109 des Jagdgeschwaders 20 angegriffen, so dass er notlanden musste und sich dabei verletzte. Nach Beginn des Westfeldzuges am 10. Mai 1940 übernahm der Jagdfliegerführer mit seinen unterstellten Verbänden neben der Luftraumverteidigung auch offensive Aufgaben, wie den Begleitschutz von Sturzkampf- und Kampfgeschwadern. Ab Juli, nach dem Ende der Kampfhandlungen, nahm der Jagdfliegerführer seinen Sitz im deutschbesetzten Frankreich und führte von dort seine unterstellten Verbände in der Luftschlacht um England. Als diese im Frühjahr 1941 endete, ohne dass die eigentlichen Ziele erreicht wurden, verließen die meisten Jagdgeschwader den Bereich des Jagdfliegerführers. Dieser musste mit wenigen Verbänden ab Mitte 1941 die nordfranzösische Ärmelkanalküste gegen alliierte Einflüge sichern. In diese Zeit fiel auch die Durchführung des Unternehmens Cerberus, als vom 11. bis zum 13. Februar 1942 die deutschen Kriegsschiffe Scharnhorst, Gneisenau und Prinz Eugen durch den Ärmelkanal fuhren und ein Höchstmaß an Jagdschutz benötigten. Am 6. September 1943 wurde der Jagdfliegerführer 2 in Jagdfliegerführer 4 umbenannt.

## Personen

### Jagdfliegerführer
| Dienstgrad     | Name                    | Datum                                  |
| -------------- | ----------------------- | -------------------------------------- |
| Oberst         | Kurt-Bertram von Döring | 21. Dezember 1939 bis 1. Dezember 1940 |
| Generalmajor   | Theodor Osterkamp       | 1. Januar 1941 bis 17. Juli 1941       |
| Oberst         | Joachim-Friedrich Huth  | 1. August 1941 bis 17. August 1942     |
| Oberstleutnant | Karl Hentschel          | 17. August 1942 bis 12. Oktober 1942   |
| Oberst         | Karl Vieck              | 13. Oktober 1942 bis 6. September 1943 |

### Erster Generalstabsoffizier
| Dienstgrad     | Name                 | Datum                              |
| -------------- | -------------------- | ---------------------------------- |
| Hauptmann      | Hans-Hermann Schroth | 2. April 1940 bis 15. Februar 1941 |
| Oberstleutnant | Hans-Hugo Witt       | 15. Januar 1942 bis ?              |
| Major          | Gerhard Schöpfel     | 3. Januar 1943 bis 1. April 1943   |
| Hauptmann      | Gerhart Framm        | 5. Juni 1943 bis 1. Juli 1943      |

## Unterstellung
| Unterstellung                  | von               | bis               |
| ------------------------------ | ----------------- | ----------------- |
| Luftflotte 2                   | 21. Dezember 1939 | 1. Mai 1941       |
| Luftflotte 3                   | 1. Mai 1941       | 1. Dezember 1942  |
| Höherer Jagdfliegerführer West | 1. Dezember 1942  | 6. September 1943 |

## Unterstellte Verbände
| 10. Mai 1940 | |
| --- | --- |
| 10. Mai 1940 | Stab, I. und III./Zerstörergeschwader 26; Stab, I. und II./Zerstörergeschwader 1; Stab, I., II. und III./Jagdgeschwader 26; III./Jagdgeschwader 3; I./Jagdgeschwader 20; I./Jagdgeschwader 51; II./Jagdgeschwader 27 |
| 13. August 1940 | |
| Stab, I., II. und III./Jagdgeschwader 3; Stab, I., II. und III./Jagdgeschwader 26; Stab, I., II. und III./Jagdgeschwader 51; Stab, I., II. und III./Jagdgeschwader 52; Stab, I., II. und III./Jagdgeschwader 54; Stab, I., II. und III./Zerstörergeschwader 26 | |
| 22. Juni 1941 | |
| Stab, I., II. und III./Jagdgeschwader 26; I./Jagdgeschwader 52; 1./Jagdgeschwader 1 | |